# Шлях Орегону 99E діловий
Шлях Орегону 99E діловий (OR 99E Business) — це діловий маршрут через Салем, штат Орегон, для Oregon Route 99E, який оминає центр міста через міжштатну автомагістраль 5 (I-5). Спочатку планувалося, що частина цього шосе буде автострадою, підписаною як Interstate 305; однак запропоновану автостраду було скасовано через спротив громади.